# Selva de Meinong
A Selva de Meinong é o nome dado por Richard Routley (1980) ao repositório de objetos inexistentes na ontologia de Alexius Meinong.

## Visão geral
Meinong, um filósofo austríaco ativo na virada do século XX, acreditava que, uma vez que coisas inexistentes poderiam aparentemente ser referidas, elas deveriam ter algum tipo de ser, que ele chamou de sosein ("ser assim"). Um unicórnio e um pégaso são ambos não-seres; no entanto, é verdade que os unicórnios têm chifres e os pégasos têm asas. Assim, coisas inexistentes como unicórnios, círculos quadrados e montanhas douradas podem ter propriedades diferentes e devem ter um “ser tal e tal”, embora não tenham o “ser” propriamente dito. A estranheza de tais entidades fez com que este reino ontológico fosse referido como "selva de Meinong". A selva é descrita na obra Über Annahmen (1902) de Meinong. O nome é creditado a William C. Kneale, cuja Probabilidade e Indução (1949) inclui a passagem "depois de vagar na selva de subsistência de Meinong... os filósofos agora concordam que as proposições não podem ser consideradas entidades últimas".
A teoria meinongiana dos objetos (Gegenstandstheorie  foi influente no debate sobre sentido e referência entre Gottlob Frege e Bertrand Russell, que levou ao estabelecimento da filosofia analítica e da filosofia contemporânea da linguagem. A teoria das descrições de Russell, nas palavras de Peter Hacker, permite-lhe "diminuir a luxuriante selva meinongiana de entidades (como o quadrado redondo), que, ao que parece, devem, em certo sentido, subsistir para serem comentadas". De acordo com a teoria das descrições, os falantes não estão comprometidos em afirmar a existência de referentes para os nomes que utilizam.
A selva de Meinong é citada como uma objeção à semântica de Meinong, já que esta compromete a pessoa com objetos onticamente indesejáveis; é desejável poder falar significativamente sobre unicórnios, diz a objeção, mas não ter que acreditar neles. Os nominalistas (que acreditam que existem termos e predicados gerais ou abstratos, mas que ambos objetos universais ou abstratos não existem) consideram a selva de Meinong particularmente desagradável. Como diz Colin McGinn, "agir ingenuamente pelas aparências linguísticas leva não apenas ao impasse lógico, mas também à extravagância metafísica - como acontece com a selva de Meinong, infestada de seres sombrios". Uma inquietação com os compromissos ontológicos da teoria de Meinong é comumente expressa no bon mot “deveríamos cortar a selva de Meinong com a navalha de Occam”.
A selva de Meinong foi defendida por realistas modais, cuja possível semântica mundial oferecia uma variação mais palatável da Gegenstandstheorie de Meinong, como explica Jaakko Hintikka:
| “ | "Se você perguntar 'Onde estão os objetos inexistentes?' a resposta é: 'Cada um em seu próprio mundo possível.' O único problema com aquele emaranhado notório, a selva de Meinong, é que ela não foi zoneada, parcelada e dividida em lotes manejáveis, mais conhecidos como mundos possíveis." | ” |
|   | — Jaakko Hintikka, The Logic of Epistemology and the Epistemology of Logic, p. 40.. |   |

No entanto, os realistas modais mantêm o problema de explicar a referência a objetos impossíveis, como círculos quadrados. Para Meinong, tais objetos simplesmente têm um “ser assim” que os impede de terem um “ser” comum. Mas isto implica que “ser assim” no sentido de Meinong não é equivalente a existir num mundo possível.